# 显现唯物论
在心灵哲学中,显现唯物论主张意识在某种意义上是一种不可还原的存在，关于心理现象的理论应该独立于关于客观现象的科学。
显现属性指的是这样一种属性，当缺少这一属性的事物以某种方式结合在一起或相互作用时，该属性就产生或显现出来。例如，“湿”就是一种显现属性。构成“湿”的水分子本身并不具有“湿”的性质，但当它们结合在一起或互相作用时，就产生了湿的性质。“生命”也是一种显现属性。构成生命的化学元素本身并不具有生命的属性，但当它们以某种方式结合在一起时，就产生了生命这样的显现属性。
在关于因果关系是否只能发生在物理状态之间的分歧上，显现唯物论可以分为回答是和否的两个派别。其中，约翰·希尔勒主张的生物自然主义就是后者的一个版本。
在心灵哲学中其他的唯物论派别是非显现唯物论，其中包括心身同一论（还原主义物理主义），哲学上的行为主义，功能主义，取消唯物论。